# Aleksandr Rediger
Aleksandr Fjodorovitj Rediger (ryska: Александр Фёдорович Редигер, även Rödiger), född 12 januari 1854 (gamla stilen: 31 december 1853) i Novgorod, död 26 januari 1920 i Sevastopol, var en rysk militär och skriftställare av finländsk härkomst.
Rediger genomgick Finska kadettkåren och ryska pagekåren samt blev 1872 officer vid Semonovska gardesregementet. Efter att ha genomgått generalstabsakademien inträdde han 1877 i generalstaben, vilken han sedan under hela sin tjänstetid tillhörde. Han deltog i rysk-turkiska kriget 1877–78 som kapten, blev överste 1884 och generalmajor 1894, tjänstgjorde 1884–98 som ordinarie professor i generalstabsakademien och utgav under denna tid framstående arbeten i militär organisation och förvaltning. Han blev generallöjtnant 1900, general av infanteriet 1907 och innehade från juli 1905 till mars 1909 befattningen som krigsminister och blev därefter medlem av riksrådet.